# Последњи пантери
Последњи пантери (The Last Panthers) је криминалистичка телевизијска серија из 2015. године. Серију је режирао је Џек Торн који је написао и сценарио по идеји новинара Жерома Пијерата.

## Радња
Серија почиње пљачком дијаманата која личи на оне из банде лопова познатих као Пинк Пантери, пре него што се брзо зарони у мрачно срце Европе где сада влада мрачни савез гангстера и „банкстера“.

## Улоге
| Глумац             | Улога         |
| ------------------ | ------------- |
| Саманта Мортон     | Наоми         |
| Тахар Рахим        | Халил Рачеди  |
| Горан Богдан       | Милан Челик   |
| Никола Ђуричко     | Миломир Буква |
| Бојан Димитријевић | Бегић         |
| Никола Ракочевић   | Аднан Челик   |
| Борис Исаковић     | Драган Тошић  |
| Гордан Кичић       | Дамир Шошкић  |
| Љубомир Бандовић   | Јамездин      |
| Лука Јовановић     | млади Аднан   |
| Игор Бенчина       | Златко Младић |
| Марко Јанкетић     | Борисав Симић |
| Милош Самолов      | Ферид         |
| Павле Чемерикић    | млади Златко  |